# Alexander Island (Nunavut)
Alexander Island ist eine unbewohnte Insel im Territorium Nunavut, Kanada. 

## Lage
Die Insel gehört zur Bathurst-Island-Gruppe der Königin-Elisabeth-Inseln im Nordpolarmeer. Von ihren Nachbarinseln Massey Island und Bathurst Island wird sie durch die Boyer Strait bzw. das Pell Inlet getrennt. Bei einer Länge von 43 km hat Alexander Island eine Fläche von 484 km².
Die Insel ist Teil des Qausuittuq-Nationalparks.